# ACD Aiete
El Club Deportivo Aiete (en euskera ACD Aiete Elkartea y anteriormente conocido como Asociación Cultural y Deportiva Ayete) fue un club de balonmano español del distrito de Ayete de San Sebastián fundado en 1959.
Sus mayores logros fueron gracias al desaparecido equipo femenino, que llegó a competir en la División de Honor española y Copa de la Reina. Actualmente sigue activo en el balonmano formativo y como asociación cultural y gastronómica.

## Historia
El equipo femenino del ACD Ayete, fundado en 1973, alcanzó la final de la Copa de la Reina en su primera temporada en la máxima categoría. Tuvo. en los años 70 y 80 un gran protagonismo en el balonmano español, siendo vivero de jugadoras internacionales (Lourdes Lecuona, Ixabel Odriozola, Mª Carmen Celarain, entre otras muchas).
Ocho años después, en 1982, el CD Aiete consiguió el subcampeonato nacional y llegó a competir en la Copa IHF femenina (actual Liga Europea de la EHF) la temporada siguiente siendo el primer equipo español en competir en esa categoría. Competía con el nombre de «Aieta San Sebastián» tras ser «Aiete Gurelesa» en sus primeros años compitiendo y, llegó a pasar la primera fase, siendo eliminado en octavos de final.
Fue galardonado con el premio al juego limpio de la Federación Española de Balonmano en 1982 y 1983.